# Belleville-sur-Loire
Belleville-sur-Loire település Franciaországban, Cher megyében. Lakosainak száma 990 fő (2022. január 1.). Belleville-sur-Loire Santranges, Sury-près-Léré, Beaulieu-sur-Loire és Neuvy-sur-Loire községekkel határos.

## Népesség
A település népessége az elmúlt években az alábbi módon változott:
| Lakosok száma | 352  | 448  | 1009 | 1042 | 1037 | 1054 | 1058 | 1010 | 986  | 990  |
|               | 1968 | 1982 | 1990 | 2006 | 2013 | 2015 | 2017 | 2019 | 2020 | 2022 |